# Buxeta conflagrans
Buxeta conflagrans is een vlinder uit de familie van de stippelmotten (Yponomeutidae). De wetenschappelijke naam van de soort werd in 1864 gepubliceerd door Francis Walker.